# Nebi Uzun
Nebi Uzun (ur. 2 maja 1993) – turecki zapaśnik walczący w stylu wolnym. Zajął jedenaste miejsce na mistrzostwach Europy w 2024. Siódmy w Pucharze Świata w 2014. Brązowy medalista igrzysk Solidarności Islamskiej w 2017. Trzeci na ME U-23 w 2015. Wicemistrz Europy juniorów w 2013.